# Goulnara Arzhantseva

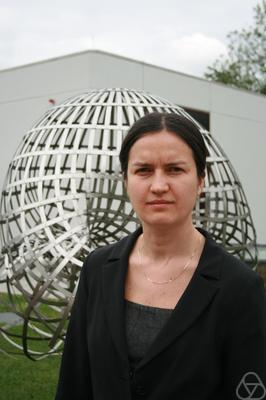
Goulnara Arzhantseva (2011)

Goulnara Nurullovna Arzhantseva (auch Arjantseva, russisch Гульна́ра Нурулловна Аржа́нцева, deutsche Transkription Gulnara Nurullowna Arschanzewa,  wiss. Transliteration Gul’nara Nurullovna Aržanceva; * 28. November 1973 in der Oblast Perm, Sowjetunion) ist eine russische Mathematikerin. Sie ist Professorin für Algebra an der Fakultät für Mathematik der Universität Wien und einer der beiden stellvertretenden Direktoren des Erwin-Schrödinger-Instituts für Mathematische Physik.
Arzhantseva besuchte die Kolmogorow-Schule für junge Talente in Physik und Mathematik der Lomonossow-Universität in Moskau und studierte hierauf an derselben Hochschule Mathematik, wo sie 1998 bei Alexander Olschanski zum Thema „Generic Properties of Finitely Presented Groups“ promovierte. Danach hatte sie akademische Positionen an der Universität Genf und der Universität Neuenburg in der Schweiz inne. Mit Oktober 2010 wurde Arzhantseva an die Universität Wien berufen.
Ihre Spezialgebiete sind Algebra, Metrische Räume und Geometrische Topologie, sowie geometrische, analytische, kombinatorische und rechnerische Aspekte der Gruppentheorie.
Im Jahr 2010 erhielt Arzhantseva einen Starting Independent Researcher Grant des Europäischen Forschungsrates (ERC).

## Werke (Auswahl)
- mit V. Guba, M. Sapir: Metrics on diagram groups and uniform embeddings in a Hilbert space, Comment. Math. Helv. 81 (2006), no. 4, 911–929.
- mit C. Druțu, M. Sapir: Compression functions of uniform embeddings of groups into Hilbert and Banach spaces, J. Reine Angew. Math. 633 (2009), 213–235.
- mit E. Guentner, J. Špakula: Coarse non-amenability and coarse embeddings, Geom. Funct. Anal. 22 (2012), no. 1, 22–36.
- mit D. Osajda: Infinitely presented small cancellation groups have the Haagerup property, J. Topol. Anal. 7 (2015), no. 3, 389–406.